# Víctor de Marsella
Víctor de Marsella (Alt Egipte?, segona meitat del segle iii - Marsella, Provença, 21 de juliol de 303 o 304) va ésser un militar de l'exèrcit romà. Convertit al cristianisme, fou mort per la seva fe. És venerat com a sant i màrtir per totes les confessions cristianes.

## Biografia
Víctor era un oficial de la Legió Tebana, composta per cristians de l'Alt Egipte i que fou massacrada als regnats de Dioclecià i Maximià (285-305) a Agaunum (avui Saint-Maurice (Valais, Suïssa), segons narra Euqueri de Lió a mitjan segle v. Segons Amédée Thierry, historiador del segle xix, Víctor se n'havia lliurat de la mort i era oficial de la guàrdia imperial; va arribar a Marsella quan Maximià va visitar la ciutat.
A Marsella, va refusar de fer sacrificis als déus pagans i fou portat davant el prefecte Eutici, on es proclamà cristià. Fou portat lligat per la ciutat i davant del jutge, Asteri, tornà a proclamar-se cristià. Fou torturat i fuetejat, però no va voler abjurar. Dies després, el 21 de juliol, es va negar novament a fer sacrificis i llençà l'altar a terra amb el peu, que li fou amputat. Condemnat a mort, fou martiritzat en un molí de gra, on fou esclafat per les moles.

## Veneració
Els cristians recuperaren les restes del cos i l'amagaren a una gruta a un turó de la ciutat, venerant-lo com a màrtir. Sobre aquell lloc s'edificà un temple que esdevingué l'Abadia de Sant Víctor, important labadia de l'Orde de Sant Benet durant l'Edat mitjana, que va tenir molta influència i cases dependents a la Provença i Catalunya.

## Iconografia
Se'l representa vestit com un soldat romà i també com un cavaller medieval, amb llança, escut i, a vegades, un estendard. Com a atributs pot portar la palma característica dels màrtirs cristians. Aquests trets iconogràfics són compartits amb d'altres sants Víctors -són diversos els sants que porten aquest nom- i també amb altres sants que, com Víctor, van ser soldats romans (des de sant Anastasi a sant Jordi, per exemple). Més específica de Víctor de Marsella és la roda de molí (també pot ser un petit molí de vent) que fa referència al seu martiri i també al fet de ser, en alguns llocs, el sant patró dels moliners.
Obresː
- Sant Víctor a cavall. Clau de volta a la capçalera de l'Abadia de Sant Víctor de Marsella (segle xiv)
- Sant Victor amb un donant. Pintura del Mestre de Moulins, final del segle xv (Museus de Glasgow)[2]
- Imatge de sant Víctor a l'església parroquial de Davoli (Catanzaro, Itàlia) s. XIX

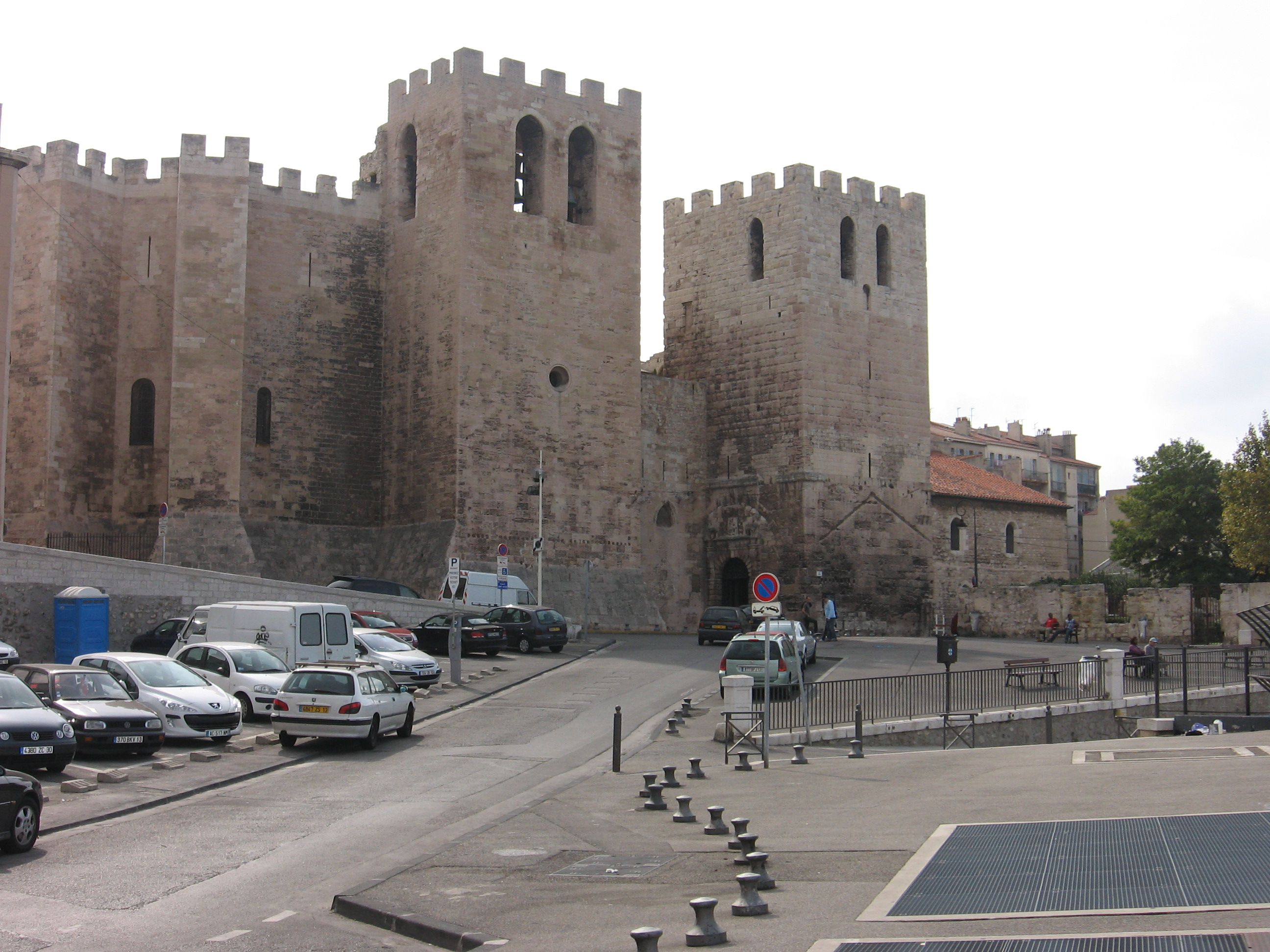
Abadia de Sant Víctor
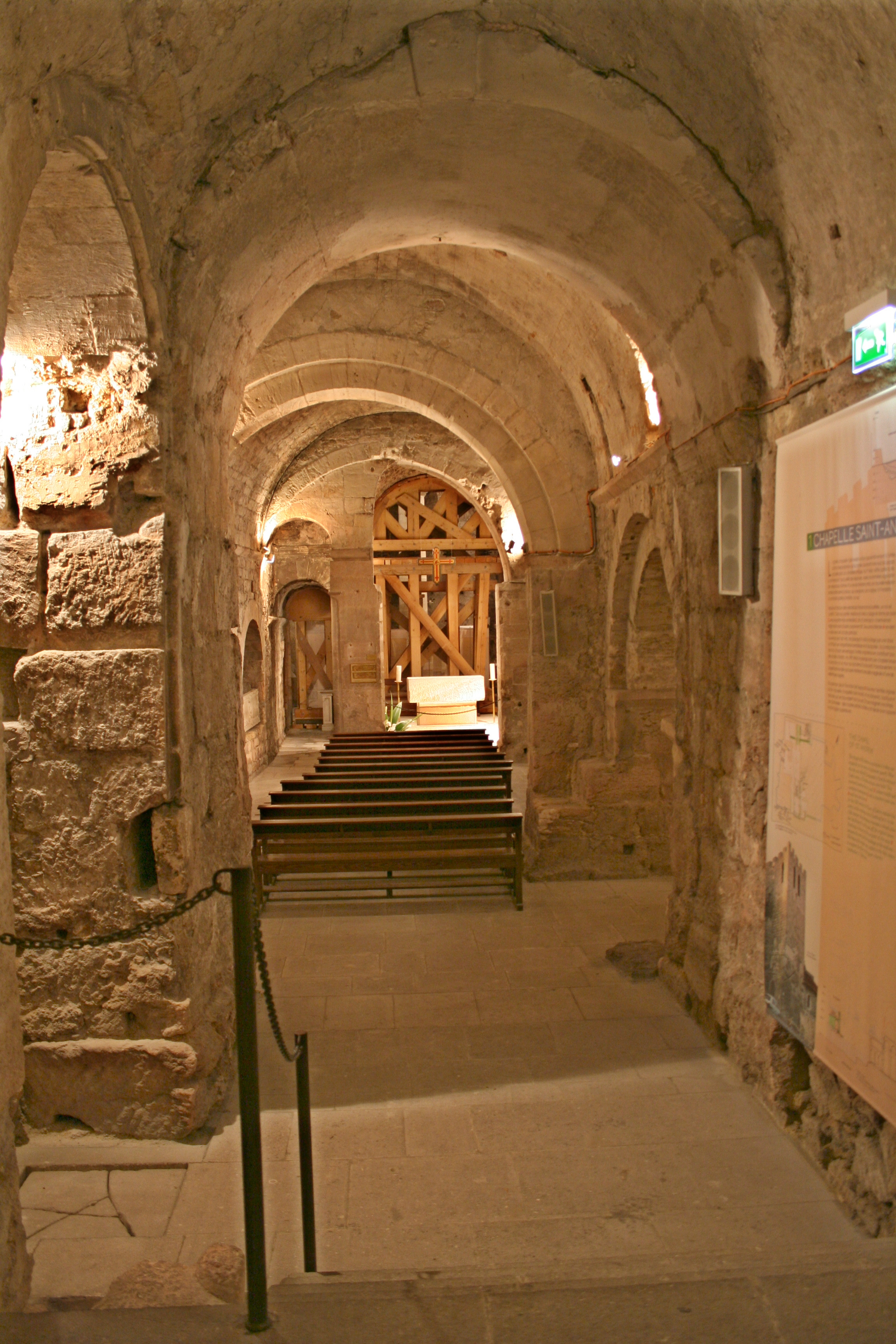
Martyrium de S. Víctor de Marsella, on fou enterrat el sant
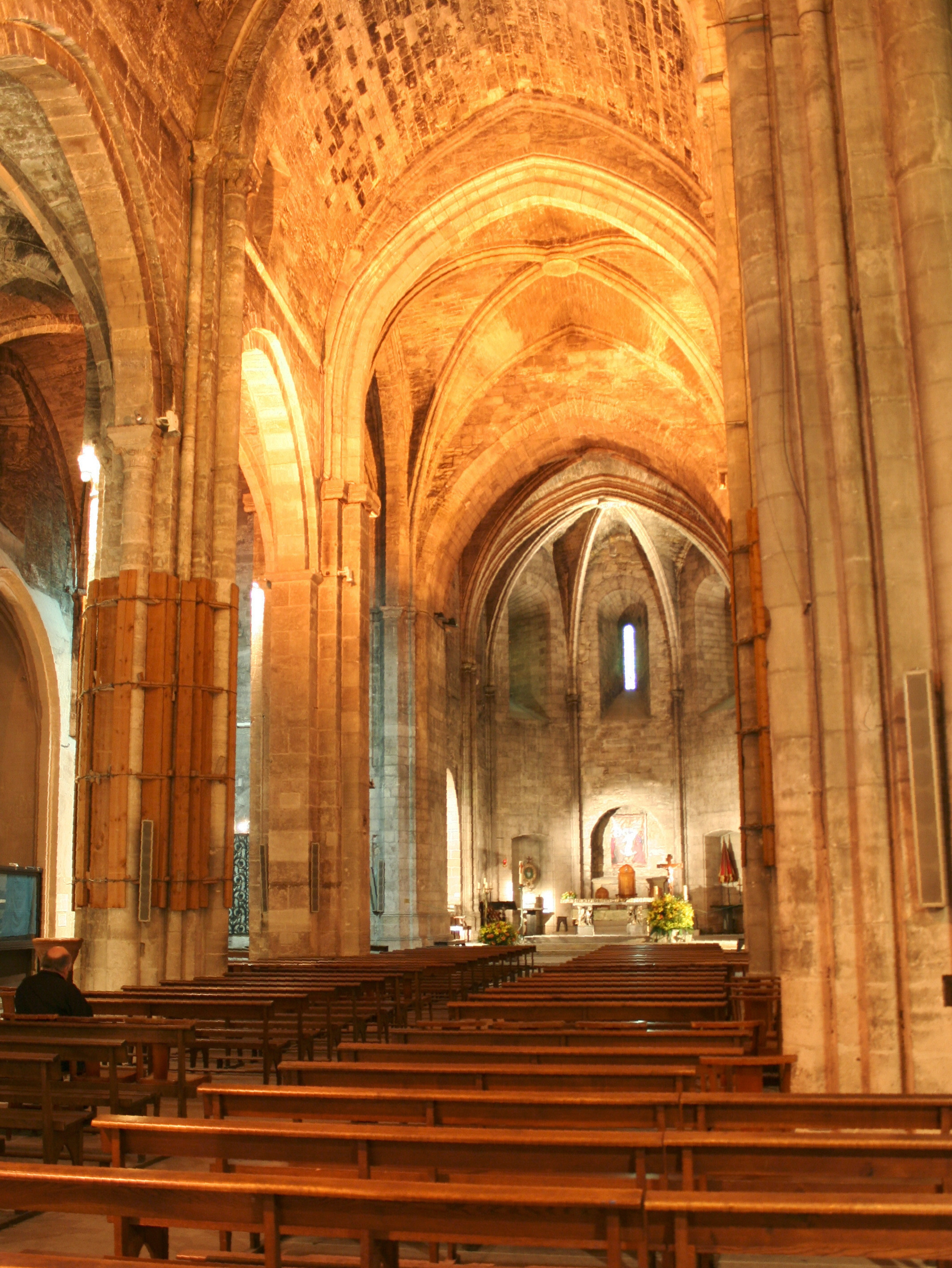
Nau de l'abadia de S. Víctor de Marsella